# Rocca Viscontea (Castell’Arquato)
Die Rocca Viscontea ist eine mittelalterliche Burg in der Gemeinde Castell’Arquato in der italienischen Emilia-Romagna. Sie liegt im oberen Teil des Dorfes und dominiert das untere Ardatal, dort, wo die Arda in die Poebene hinausfließt, in 224 Metern Seehöhe. Sie ist Teil des Circuito Associazione dei Castelli del Ducato di Parma, Piacenza e Pontremoli.

## Geschichte
Auch wenn nach den Chronisten Locati der Bau der Burg 1347 begonnen haben soll, wurde sie wahrscheinlicher im Auftrag der Stadt Piacenza schon ab 1342 an dem Ort errichtet, an der vorher ein altrömisches Gebäude namens Castrum Quadratum stand. Der Beginn der Bauarbeiten ist durch ein Dokument vom 14. Juli 1342 bezeugt, das Teil des Registrum magnum der Stadt Piacenza ist, in dem der Notar Gabriele da Caverzago „i Pacta Roche Castri Arquati“ (dt.: die Verträge der Burg in Castell’Arquato) aufzeichnete, die genauestens die Übereinkünfte, die Preise, die beteiligten Gewerke und die Liste der gekauften Häuser beschrieb, die abgerissen wurden, um Platz für den neuen Bau zu schaffen, und zwar unter der Leitung des Bauingenieurs Obertino Domezzano.
Die Bauarbeiten wurden schließlich 1349 unter dem Herzog von Mailand, Luchino Visconti, der zwei Jahre vorher einige Variationen am originalen Projekt ausführen ließ, beendet; er ließ einige Gebäude, die an die Burg angrenzten, abreißen, davon auch einige, die in der Nähe der Marienkirche lagen, und den 42 Meter hohen Bergfried errichten.
1404, als die Burg von Borromeo Borromei gehalten wurde, wurde sie von Francesco und Giovanni Scotti erobert, denen es später auch gelang, die Investitur in das Lehen und den Grafentitel zu erhalten.
Anders als die anderen Burgen, behielt die Rocca Viscontea über die Jahre ihre rein militärische Funktion, ohne in eine Adelsresidenz umgebaut zu werden. Später, ab dem 19. Jahrhundert bis in die 1960er-Jahre, diente die Burg als Bezirksgefängnis.
Das Gebäude wurde in der zweiten Hälfte des 20. Jahrhunderts restauriert. Letzte Restaurierungsarbeiten einschließlich der Abdichtung der Terrassen oben auf den Türmen, wurden Ende 2020 eingeleitet.

## Beschreibung

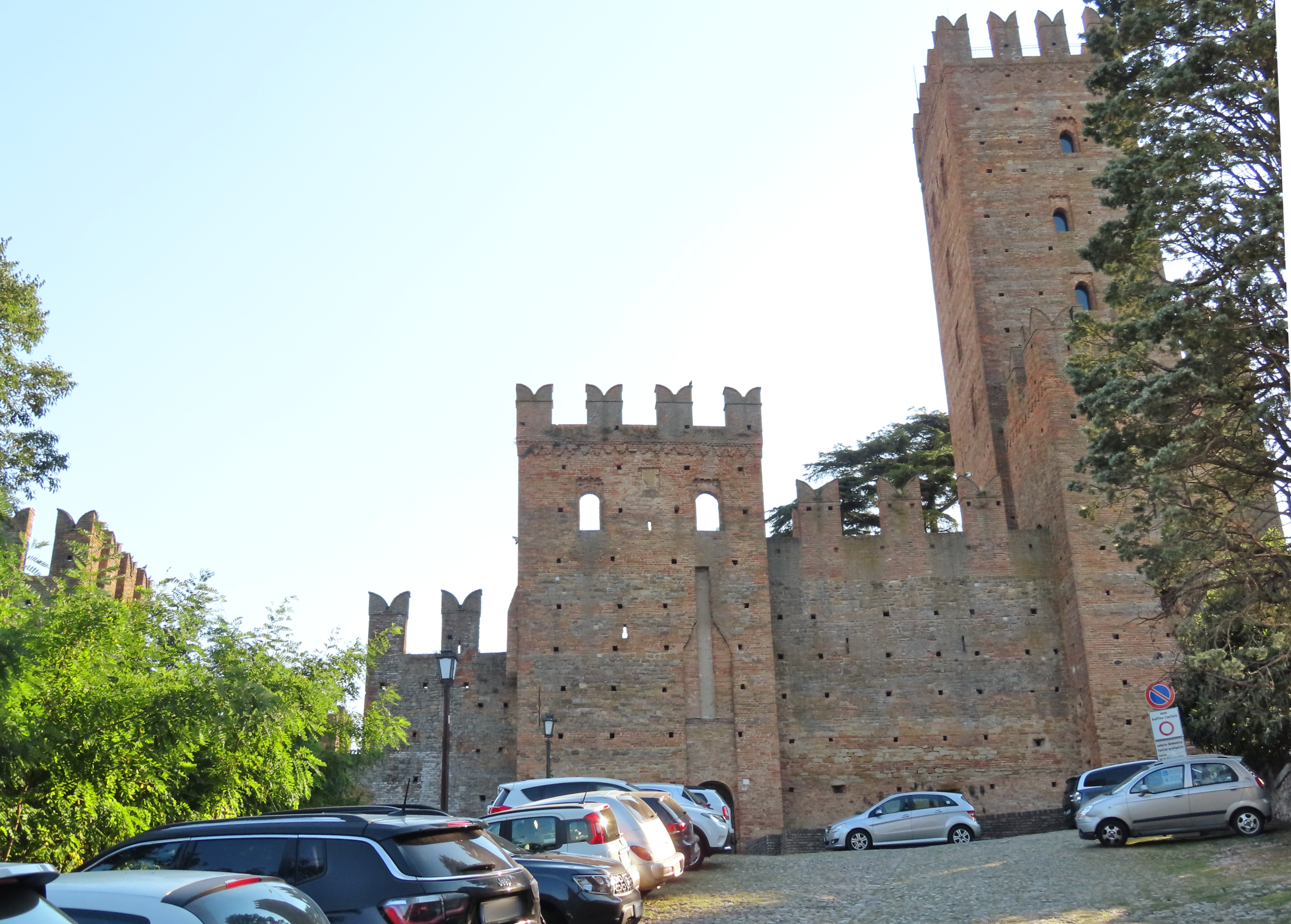
Nordostseite der Burg

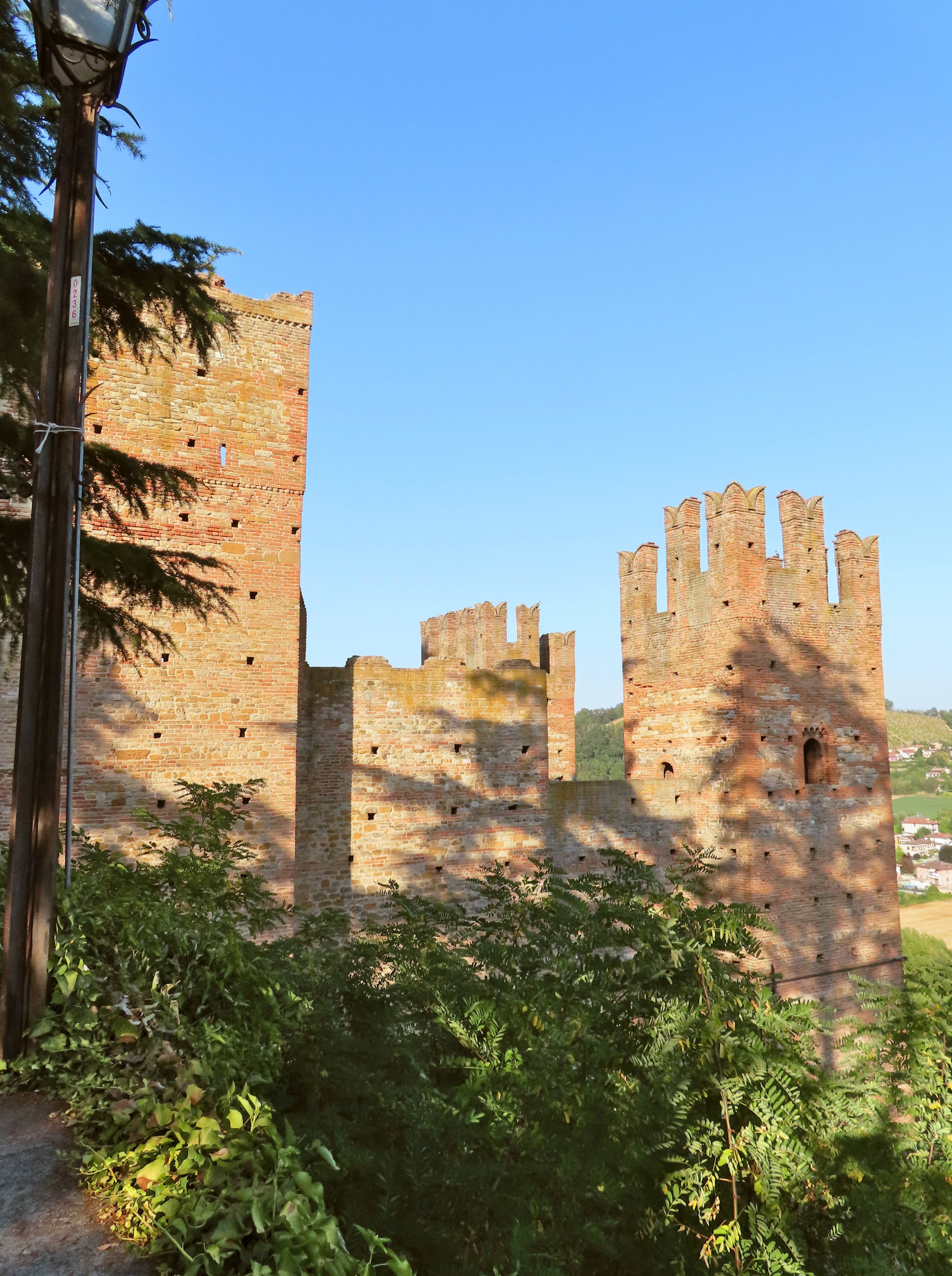
Südwestseite der Burg

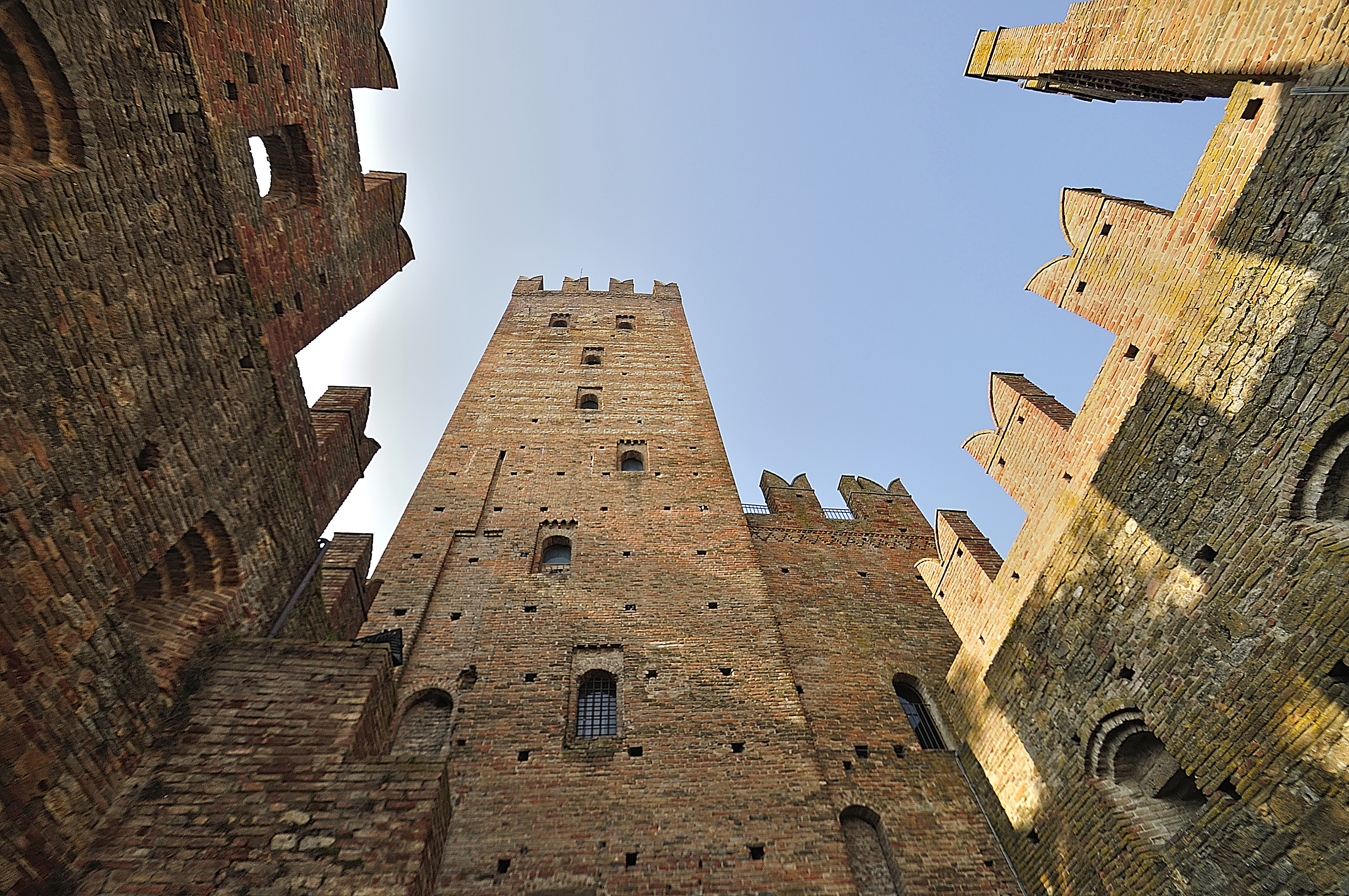
Der Bergfried

Die Burg, die typische Elemente einer Scaligerburg zeigt, wurde vollständig aus Terrakotta erbaut und hat einen L-förmigen Grundriss mit zwei Reihen von miteinander verbundenen Befestigungen, die durch Bewehrung mit ghibellinischen Zinnen gekennzeichnet sind: Die untere Wehrmauer in rechteckiger Form auf zwei Ebenen und die obere Wehrmauer mit kleineren Abmessungen: In der ersteren waren die Räume der Soldaten und bei einem Angriff fungierte sie als Zufluchtsort für die Bewohner der Siedlung, in der letzteren dagegen war das Kommando der Garnison untergebracht.
An den Ecken der Umfassungsmauern gab es vier Türme mit quadratischem Grundriss und zinnenbewehrt, wovon einer, der auf der Ostseite, in seiner ursprünglichen Form erhalten ist. Der Haupteingang, der später zugemauert wurde, lag unten am Bergfried und hat eine Brücke, die den Burggraben überspannt, der ursprünglich mit einer Zugbrücke überwunden wurde. Darüber hinaus gibt es einen zweiten Eingang auf der Nordseite, der heute noch die Zeichen der ursprünglichen Zugbrücke aufweist, und der heute der einzige Eingang nach der Vermauerung des Haupteingangs ist.
Der 42 Meter hohe Bergfried enthält eine Reihe übereinander angeordneter Räume, die über eine Treppe zugänglich sind, die teilweise aus Mauerziegeln und teilweise aus Holz besteht und bis zur Spitze des Turms führt.

## Museum
Im Inneren des Bergfrieds ist das ‚‚Museo di vita medievale‘‘ (dt.: Museum des Lebens im Mittelalter) untergebracht, das verschiedene Ausstellungen auf verschiedenen Stockwerken zeigt: Eine multimediale Ausstellung mit einem Video, das die Innenräume der Burg im Mittelalter wiedererstehen lässt, einen Raum über Berichte und Kommunikation der Burg mit benachbarten Burgen, sowie Einblicke in Türme und Schießscharten, und schließlich einen Raum, der den Belagerungen gewidmet ist, in Gedenken an die Verteidigungsfunktion, die die Burg schon seit ihrem Bau innegehabt hat.